# Бандурист

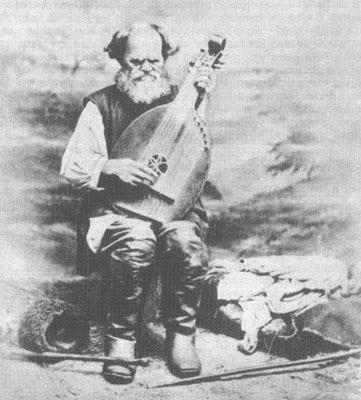
Остап Вересай

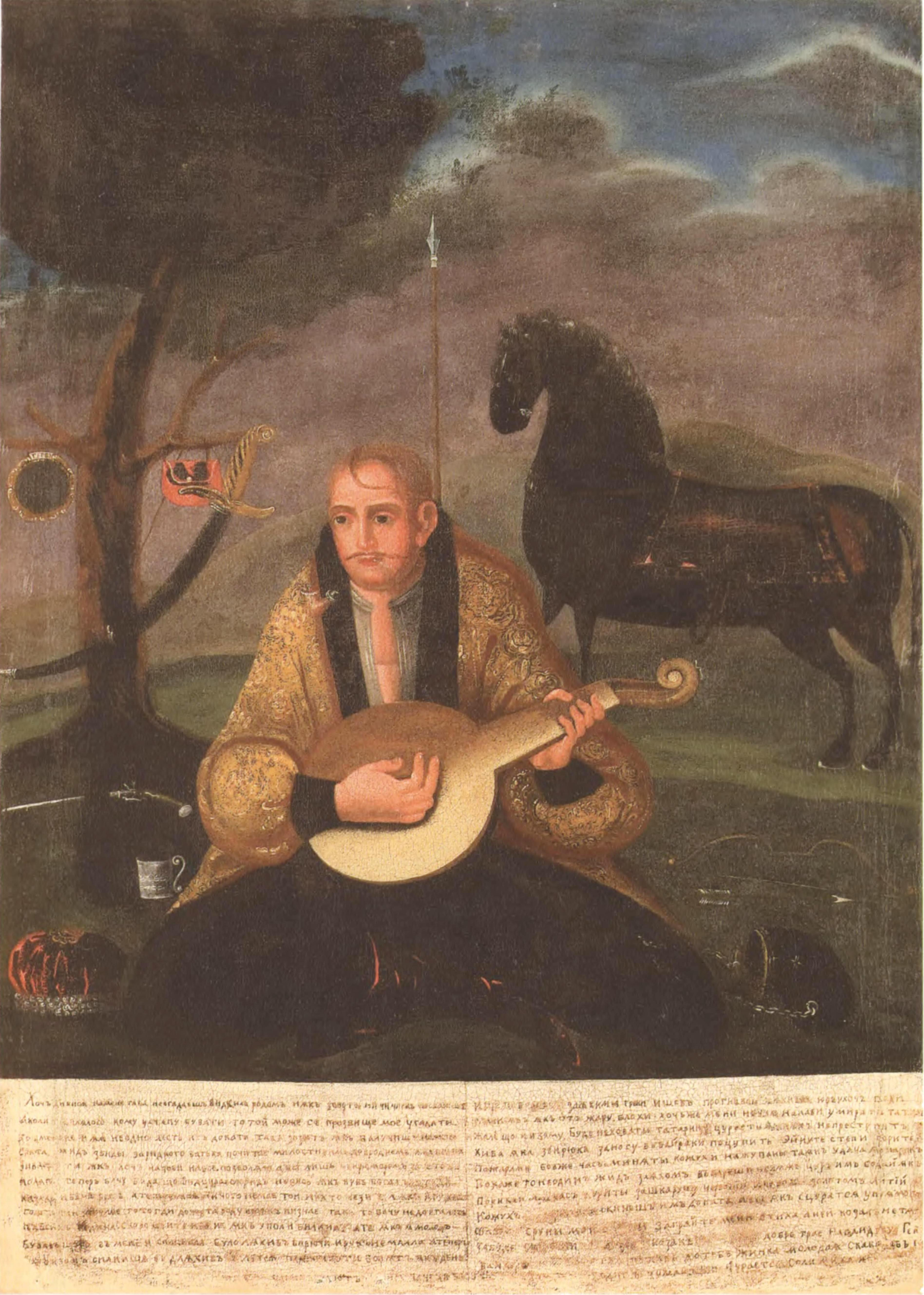
Картина "Козак Мамай" (XVIII ст.). Національний заповідник «Хортиця»

Бандури́ст, бандури́ста, банду́рник, банду́рщик — український народний співець, в минулому - мандрівний сліпий музикант з поводирем, який виконував думи, народні пісні та інші твори, часто власного створення, супроводжуючи свій спів грою на бандурі. Сліпі бандуристи, що жили й працювали в сільському середовищі, в минулому називалися кобзарями. В наш час бандуристи - професійні та самодіяльні артисти.

## Про бандуристів
Мистецтво бандуристів складалося впродовж тривалого часу. Перша згадка про вживання терміна «бандурист» відноситься до польського літопису 1441 р[джерело?]. Там згадано, що в польського короля був придворний бандурист Тарашко, українського походження, що також грав із королем у шахи. Крім кобзарів, існували придворні бандуристи. У XX столітті мистецтво бандуристів перейшло в міське оточення. Створено курси, ансамблі. У другій половині XX ст. відбулася фемінізація бандури.

## Підкатегорії бандуристів
Бандуристів можна поділити на різні підкатегорії.
- Сліпі бандуристи, що жили та працювали в сільському середовищі. Вони проходили навчання у майстра або панотця. У минулому називалися кобзарями.
- У 1930-ті підросла група сліпих бандуристів, що не проходили традиційного навчання та не вивчали традиційних форм і репертуару, але наслідували творчість кобзарів.
- Крім кобзарів, у минулому існували придворні бандуристи.
- У XX столітті мистецтво бандуристів перейшло в міське оточення й пройшов процес академізації бандури. Водночас створилася група академічних бандуристів.
- У другій половині XX ст. пройшла фемінізація бандури.
- Останнім часом можна спостерігати значний ріст зацікавлення наслідувати автентичну творчість кобзарів. Це група репродуктивних кобзарів.

Можна поділити кобзарів та бандуристів за територією діяльності, що відрізняються репертуаром, інструментами, філософією залежно від території. Існували традиційні кобзарські школи на Полтавщині, на Слобожанщині та на Чернігівщині. Існувала специфічна культура бандурного мистецтва в діаспорі на Кубані, в Чехословаччині, в Північній Америці та в Австралії.